# ۲۵ آوریل
۲۵ آوریل صد و پانزدهمین (در سال‌های کبیسه صد و شانزدهمین) روز سال در گاه‌شماری میلادی است. ۲۵۰ روز تا پایان سال باقی است.

## رخدادها
- ۱۴۱۹ - سقوط آخرین دولت اسلامی در اسپانیا
- ۱۹۴۵ - چهل کشور برای تشکیل سازمان ملل متحد در سانفرانسیسکو گرد هم آمدند.
- ۱۹۴۵ - در طی جنگ جهانی دوم، قوای آلمانی به‌طور کامل از فنلاند عقب‌نشینی کردند.
- ۱۹۶۶ - در اثر زلزله ای بزرگ تاشکند، پایتخت ازبکستان تخریب شد.
- ۱۹۷۴ - انقلاب میخک توسط افسران جوان در لیسبون، پایتخت پرتغال شروع شد.
- ۱۹۸۲ - اسرائیل بنابر پیمان کمپ دیوید به‌طور کامل از شبه‌جزیره سینا عقب‌نشینی کرد.
- ۱۹۸۶ - مستاوی سوم در سوازیلند به پادشاهی رسید.
- ۱۹۹۰ - ویولتا کامورو به عنوان اولین زن به ریاست جمهوری نیکاراگوئه رسید.
- ۲۰۰۵ - بلغارستان و رومانی به اتحادیه اروپا پیوستند.
- ۲۰۰۷ - کلیسای ارتدوکس روسیه برای اولین بار پس از امپراتور الکساندر سوم، اجازه برگزاری مراسم یادبود بوریس یلتسین به عنوان رئیس حکومت را صادر کرد.

## زادروزها
- ۱۹۴۰ - آل پاچینو، بازیگر آمریکایی
- ۱۹۴۷ - یوهان کرایف، فوتبالیست هلندی

## درگذشتگان
- ۱۶۴۴ - چونگ‌جن، آخرین امپراتور دودمان مینگ
- ۱۹۲۸ - فلوید بنت، خلبان آمریکایی
- ۲۰۱۴ - تیتو ویلانوا، فوتبالیست اسپانیایی

## مناسبت‌ها
- روز جهانی مالاریا